# The Journal of Military History
The Journal of Military History es una revista académica trimestral revisada por pares que cubre la historia militar de todos los tiempos y lugares. Se trata de la revista oficial de la Sociedad de Historia Militar.
La revista se estableció en 1937 y el redactor jefe es Bruce Vandervort (Instituto Militar de Virginia). Está resumida e indexada en el Arts and Humanities Citation Index y Current Contents en la categoría de Artes y Humanidades.

## Historia
La revista se estableció en 1937 con el nombre de Journal of the American Military Foundation. Fue renombrada como Journal of the American Military Institute en 1939 y como Military Affairs: The Journal of Military History, Including Theory and Technology en 1941, antes de obtener su nombre actual en 1989.